# Palais du Luxembourg

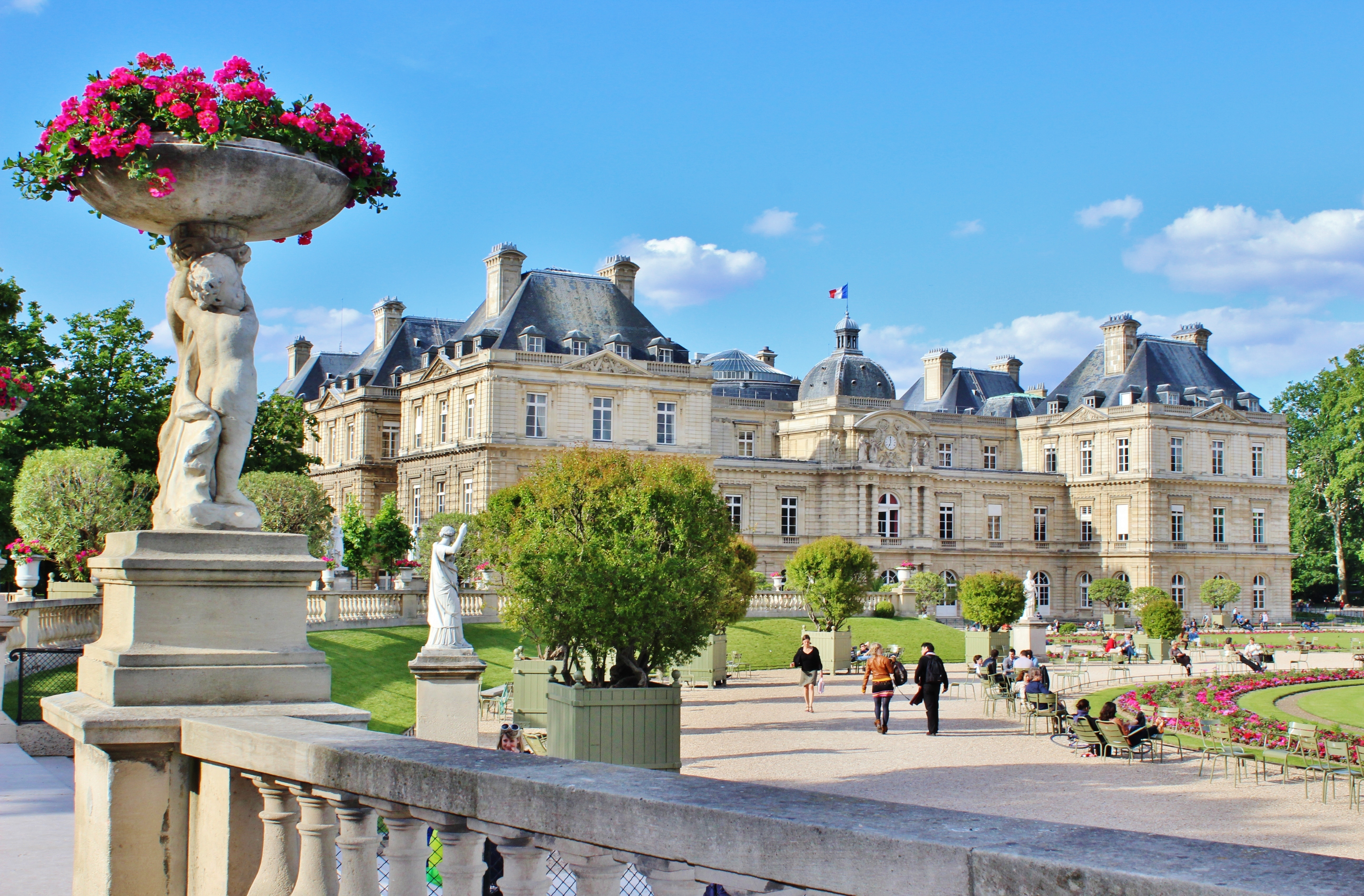
Het Palais du Luxembourg gezien vanuit de tuin

Het Palais du Luxembourg (Luxemburg-paleis) is een paleis in het 6e arrondissement van Parijs. Ten zuiden ervan ligt het stadspark Jardin du Luxembourg. In het paleis zetelt de Franse Senaat.

## Geschiedenis
Het paleis werd gebouwd in opdracht van Maria de' Medici. Na de dood van Hendrik IV in 1610 wilde zijn weduwe Maria de' Medici niet meer op het Louvre wonen. Maria besloot om een eigen paleis te laten bouwen dat moest lijken op het Palazzo Pitti in Florence, waar ze vandaan kwam en haar kinderjaren had doorgebracht. In 1612 kocht Maria het herenhuis van hertog Frans van Luxemburg en verschillende gebouwen eromheen. In 1615 nam haar architect Salomon de Brosse de bouw ter hand. In 1621 kreeg Peter Paul Rubens de opdracht om 24 grote, allegorische schilderijen te maken met als onderwerp het leven van de koningin. Deze doeken hangen tegenwoordig in de Galerie Médicis in het Louvre.
Maria betrok het paleis in 1625, maar haar verblijf was van korte duur omdat ze zich hevig verzette tegen het beleid van kardinaal Richelieu, die in feite regeringsleider was. De samenzweerders werden gearresteerd en Maria werd in 1630 verbannen naar Compiègne. Zij trok vervolgens naar Brussel en naar Amsterdam, en uiteindelijk naar Keulen waar zij in 1642 stierf. Het paleis kreeg zijn naam Luxembourg terug en bleef eigendom van de kroon tot de Franse Revolutie.
In september 1715 werd het paleis de residentie van de hertogin van Berry, Marie Louise Elisabeth van Orléans, de oudste dochter van de regent Filips van Orléans. Deze jonge weduwe leidde een leven van feesten en genoegens in het paleis. Zij verzamelde minnaars en haar zwangerschappen, die zij niet helemaal kon verbergen, veroorzaakten schandaal na schandaal. Eind maart 1719, stond de "vruchtbare Berry", bezwangerd door haar favoriete minnaar, de luitenant van haar wacht, op het punt om opnieuw te baren. Door de overdaad aan alcohol en genot waaraan de prinses zich ondanks haar zwangerschap overgaf, verliep deze bevalling zeer moeizaam. Op de rand van de dood smeekte ze om het heilig oliesel, dat de kerk weigerde vanwege haar verdorven leven. Op 2 april werd ze bevallen van een doodgeboren kind. Beschaamd door het schandaal van deze geboorte, waarover in heel Parijs werd gesproken, herstelde de prinses niet van haar moeizame bevalling en overleed in juli in het kasteel van la Muette. Tijdens de autopsie van haar lijk, ontdekten de dokters een nieuwe foetus.
Tijdens de revolutie werd het paleis gebruikt als gevangenis en in 1790 werden de tuinen uitgebreid tot aan het einde van de Avenue de L'Observatoire. Uiteindelijk werd het paleis een plaats van samenkomst voor verschillende parlementaire vergaderingen: het Directoire, het Consulat, de Chambre des pairs, en de Sénat.

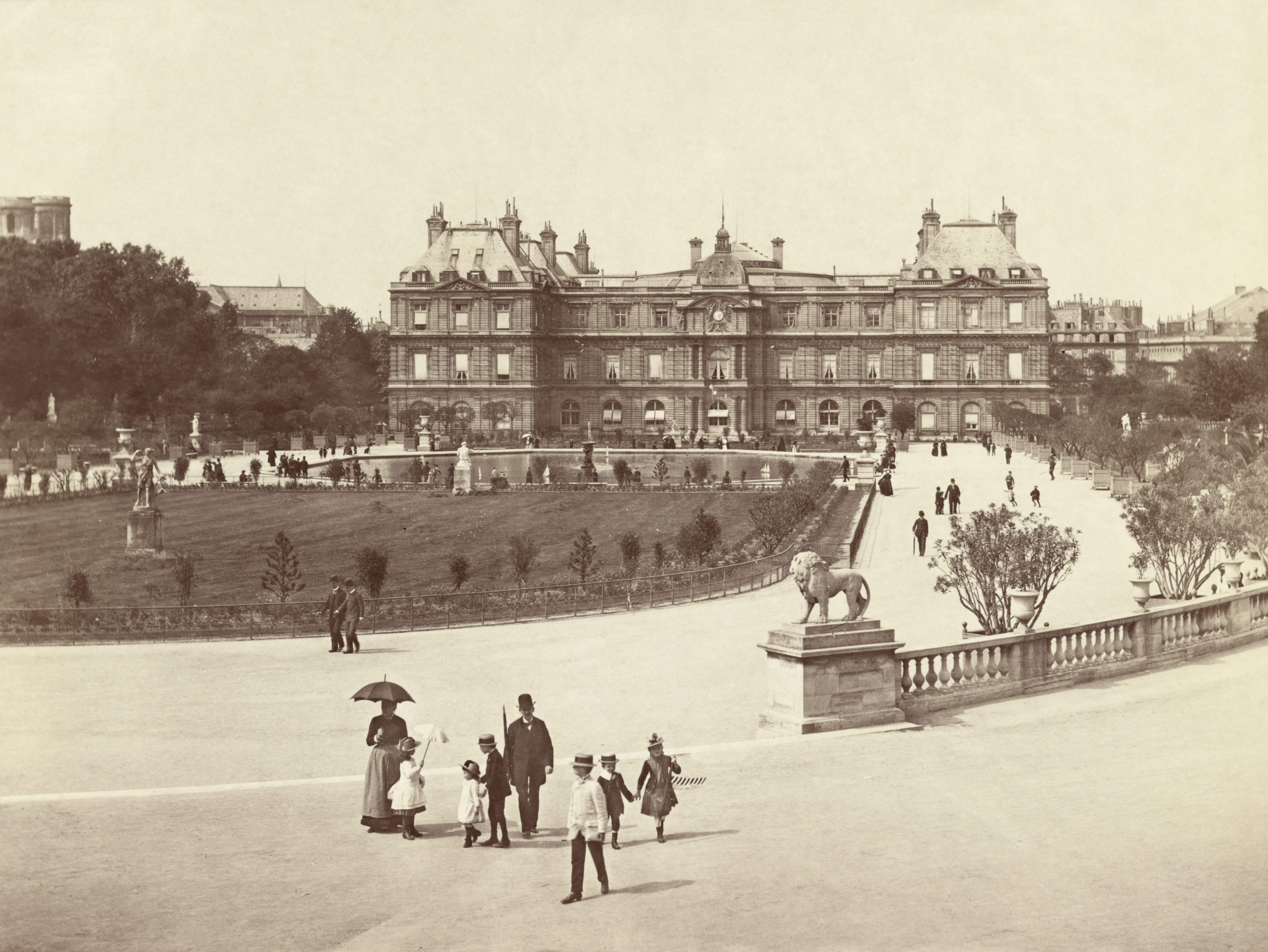
Het paleis rond 1890-1900

Jean-François Chalgrin veranderde het interieur ingrijpend. Tussen 1836 en 1841 breidde Alphonse de Gisors het paleis aan de tuinzijde uit door het van een nieuwe gevelvoorsprong en twee zijpaviljoens toe te voegen, alles in de stijl van het oorspronkelijke gebouw.

## Exterieur
Om zijn ontwerp van het paleis een Florentijns karakter te geven, heeft de Brosse bosschages, geringde zuilen en Toscaanse kapitelen gebruikt. Met het centraal geplaatste gebouw, opgetrokken rond een hof met arcaden, en met de monumentale toegangspoort met koepeldak heeft hij echter een typisch Frans grondplan aangehouden. De hele symmetrisch geconstrueerde benedenverdieping heeft een Dorische orde, waardoor het gebouw een robuuste elegantie vertoont.

## Interieur

Amfitheater, waar de Senaat in vergadert

In de bibliotheek hangen schilderijen van Eugène Delacroix. Op het plafond van de aanbouw heeft Jacob Jordaens een voorstelling van de tekens van de dierenriem aangebracht. In de Salon du livre d'Or zijn de 17e-eeuwse lambriseringen en de schilderijen te zien die ooit de vertrekken van Maria de' Medici sierden.
De meubilering van de raadzaal van de senaat, de eregalerij en de meeste salons stamt uit de tijd van Louis-Philippe. In het grote trappenhuis, dat van de hand van Chalgrin is, hingen ooit schilderijen van Rubens.
Élysée · Hôtel d'Avaray · Hôtel de Salm · Louvre · Palais Bourbon · Palais de Chaillot · Palais du Luxembourg · Palais-Royal

Voormalig: Palais des Tuileries

Zie ook: Lijst van bezienswaardigheden in Parijs
- Gemeinsame Normdatei: 4297008-8
- Library of Congress Control Number: n2018029010
- Nationale Bibliotheek van Letland: 000128045
- Nationale Bibliotheek van Tsjechië: xx0136283
- Nationale Bibliotheek van Israël: 987007290645805171
- Système universitaire de documentation: 154826774
- Union List of Artist Names: 500310024
- Virtual International Authority File: 171768437